# Фанар, Луи
Луи Фанар (фр. Louis Simon Fanart; 7 апреля 1807, Реймс — 6 сентября 1883, Реймс) — французский органист, хоровой дирижёр и музыкальный педагог.
Окончил Парижскую консерваторию, класс композиции Жана Франсуа Лесюэра. С 1830 г. капельмейстер Реймсского собора; соборный хор под руководством Фанара, как утверждается, считался одним из лучших в Европе. В 1831 г. основал в Реймсе Филармоническое общество. Основатель и руководитель первой в Реймсе консерватории, действовавшей в 1844—1850 гг. Под руководством Фанара начинал заниматься музыкой Теодор Дюбуа. Фанар внёс также вклад в изучение музыкальной истории региона.